# Patrick G. Holt
Patrick George Holt (geboren vor 1981) ist ein australischer Mediziner (Pneumologie, Pädiatrie, Allergologie, Immunologie), bekannt für Forschungen zum Immunsystem im Atemwegsbereich und die Entstehung von Asthma bei Kindern. 

## Leben
Er ist Professor am Telethon Kids Institute (früher Telethon Institute of Child Health Research genannt) in Perth, Australien, Gründer (1990) und Direktor der Abteilung Zellbiologie. 
1981 fand er, dass inhalierte Antigene die immunologische Toleranz erhöhen können.
Er entdeckte und untersuchte die Rolle Dendritischer Zellen (Dendritic Cells, DC) im Immunsystem der Atemwege und ihre Rolle in der Aktivierung von T-Zellen in der Ausbildung chronischen Asthmas. Er leitet eine klinische Studie für eine Behandlung, die genetisch für Asthma vorbelastete Kinder durch gezielte orale Exposition von Antigenen (wie Hausmilben, Gras, Haustier-Spuren) immuntoleranter machen soll. Er fand auch Hinweise für die Rolle von Infektionskrankheiten (Viren) für atopische Reaktionen in den Atemwegen. Seine Forschungen unterstützten die These, dass das Risiko für die Entwicklung von Asthma und Allergien durch Ereignisse während der Reifung des Immunsystems in den frühen Kinderjahren bestimmt wird.
Er untersuchte die Immunbiologie von Makrophagen in den Lungenbläschen und entwickelte die ELISPOT Technik.
1999 erhielt er mit Stephen T. Holgate den König-Faisal-Preis in Medizin speziell für Asthma-Forschung. Holt ist Fellow des Royal College of Pathologists und der Australischen Akademie der Wissenschaften (2001). 2003 erhielt er den Scientific Achievement Award der World Allergy Association und 1989 den Pharmacia Prize in Allergie.